# Johnny Be Good
Johnny Be Good is een Amerikaanse filmkomedie van Orion Pictures uit 1988 geregisseerd door Bud S. Smith. De film werd slecht onthaald en was een financiële flop. De soundtrack van de film is een bewerking van het nummer Johnny B. Goode door Judas Priest.

## Synopsis
Heel wat universiteiten hebben interesse in Johnny Walker, een beloftevolle quarterback, en trachten hem te overtuigen met allerlei voordelen om bij hen te studeren: studiebeurs, gratis onderwijs, gratis studentenkamer, mooie meisjes, een auto... waarvan vele aanbiedingen indruisen tegen de regels van NCAA. Wayne Hisler, zijn coach van de middelbare school, wil dat hij naar Piermont University gaat, maar verbergt dat hijzelf dan daar hoofdcoach wordt. Als Johnny weigert, chanteert Hisler hem door twee meisjes valselijk te laten verklaren dat ze verkracht werden door Johnny. Enkel wanneer Johnny tekent bij Piermont University zullen de meisjes hun klacht intrekken.
Johnny kiest uiteindelijk voor Piermont University. Op het ogenblik dat hij moet tekenen, verklaart hij dat hij geen speciale behandeling wil gewoonweg omdat hij met een bal kan gooien en hij wordt bijgestaan door vier andere spelers die nu ook weigeren te tekenen. Daarop stapt Floyd Gondole, een scout van de NCAA, het podium op en verklaart dat hij undercover alles heeft gevolgd wat met de aanwerving van Walker heeft te maken en dat iedereen die de regels niet volgde en/of overschreed zal gestraft worden. HIerdoor belandt onder andere Hisler in de gevangenis.
Uiteindelijk tekent Johnny bij State University omdat hij een goede opleiding wil en een plek waar hij eens American football kan spelen.

## Rolverdeling
| Acteur               | Personage                       |
| -------------------- | ------------------------------- |
| Anthony Michael Hall | Johnny Walker                   |
| Robert Downey jr.    | Leo Wiggins                     |
| Paul Gleason         | Wayne Hisler                    |
| Uma Thurman          | Georgia Elkans                  |
| Steve James          | Coach Ned Sanders               |
| Seymour Cassel       | Wallace Gibson                  |
| Michael Greene       | Tex Wade                        |
| Marshall Bell        | Chief Elkans                    |
| Jennifer Tilly       | Connie Hisler                   |
| Deborah May          | Mrs. Walker                     |
| Michael Alldredge    | Vinny Kroll                     |
| Jim McMahon          | himself                         |
| Howard Cosell        | himself                         |
| Robert Downey sr.    | NCAA Investigator Floyd Gondole |
| John Pankow          | Lou Landers                     |
| George Hall          | Grandpa Walker                  |
| Tim Rossovich        | Gas Station Attendant           |
| Jon Stafford         | Bad Breath                      |
| Pete Koch            | Pete Andropoulos                |

## Nominatie
| Westrijd                     | Categorie                | Ontvanger(s)                                          | Resultaat   | Ref.  |
| ---------------------------- | ------------------------ | ----------------------------------------------------- | ----------- | ----- |
| Golden Raspberry Awards 1988 | Slechtste originele lied | "Skintight", geschreven en uitgevoerd door Ted Nugent | Genomineerd | [ 4 ] |